# Vercelli (provins)
Provinsen Vercelli (it. Provincia di Vercelli) er en provins i regionen Piemonte i det nordlige Italien. Vercelli er provinsens hovedby.
Der var 176.829 indbyggere ved folketællingen i 2001.

## Geografi
Provinsen Vercelli grænser til:
- i nord mod Schweiz (kantonen Wallis) og provinsen Verbano-Cusio-Ossola,
- i øst mod provinsen Novara og Lombardiet (provinsen Pavia),
- i syd mod provinsen Alessandria og
- i vest mod provinserne Torino og Biella og mod Valle d'Aosta

## Kommuner
- Alagna Valsesia
- Albano Vercellese
- Alice Castello
- Alto Sermenza
- Arborio
- Asigliano Vercellese
- Balmuccia
- Balocco
- Bianzè
- Boccioleto
- Borgo Vercelli
- Borgo d'Ale
- Borgosesia
- Buronzo
- Campertogno
- Carcoforo
- Caresana
- Caresanablot
- Carisio
- Casanova Elvo
- Cellio con Breia
- Cervatto
- Cigliano
- Civiasco
- Collobiano
- Costanzana
- Cravagliana
- Crescentino
- Crova
- Desana
- Fobello
- Fontanetto Po
- Formigliana
- Gattinara
- Ghislarengo
- Greggio
- Guardabosone
- Lamporo
- Lenta
- Lignana
- Livorno Ferraris
- Lozzolo
- Mollia
- Moncrivello
- Motta de' Conti
- Olcenengo
- Oldenico
- Palazzolo Vercellese
- Pertengo
- Pezzana
- Pila
- Piode
- Postua
- Prarolo
- Quarona
- Quinto Vercellese
- Rassa
- Rimella
- Rive
- Roasio
- Ronsecco
- Rossa
- Rovasenda
- Salasco
- Sali Vercellese
- Saluggia
- San Germano Vercellese
- San Giacomo Vercellese
- Santhià
- Scopa
- Scopello
- Serravalle Sesia
- Stroppiana
- Tricerro
- Trino
- Tronzano Vercellese
- Valduggia
- Varallo
- Vercelli
- Villarboit
- Villata
- Vocca

45°19′N 8°25′Ø / 45.32°N 8.42°Ø